# Futures (песня)
Futures — заглавный трек пятого альбома Jimmy Eat World. Он был выпущен в качестве грампластинки. В 2005 году он достиг 27 места в Billboard Alternative Songs.
Песня доступна в виде загружаемого контента для видеоигры Rock Band. В контенте присутствуют три песни: сам Futures, Lucky Denver Mint и Sweetness.

## Список композиций
| №  | Название               | Длительность |
| -- | ---------------------- | ------------ |
| 1. | «Futures»              | 3:58         |
| 2. | «When I Want» (B-side) | 2:49         |

## Чарты
| Чарты                             | Место |
| --------------------------------- | ----- |
| U.S. Billboard Modern Rock Tracks | 27    |